# 雪莉草甸 (加利福尼亞州)
雪莉草甸（英語：Shirley Meadows）是位於美國加利福尼亞州克恩縣的一個非建制地區。該地的面積和人口皆未知。

## 地理
雪莉草甸的座標為35°42′39″N 118°33′23″W / 35.71083°N 118.55639°W，而該地的平均海拔高度為1997米（即6552英尺）。